# フランシスコ・ハビエル・フェルナンデス
フランシスコ・ハビエル・フェルナンデス（Francisco Javier ("Paquillo") Fernández Peláez、1977年3月6日 - ）は、スペインの陸上競技選手。競歩を専門とする選手で、2004年アテネオリンピックの銀メダリストである。アンダルシア州グラナダ県グアディクス出身。コーチはロベルト・コジェニョフスキ。

## 経歴
フェルナンデスは、1996年の世界ジュニア選手権の10000m競歩で優勝。2年後の1998年ヨーロッパ選手権の20km競歩では銅メダルを獲得。2000年シドニーオリンピックでも20km競歩に出場したが、トップから2分2秒遅れの7位となる。
2002年のヨーロッパ選手権では、20km競歩で1時間18分37秒で2位に1分19秒差をつけ金メダルを獲得。2大会連続の表彰台となった。2003年のパリの世界選手権では、エクアドルのジェファーソン・ペレスに次いで銀メダルを獲得。
2004年アテネオリンピックの20km競歩では、1時間19分45秒で、優勝したイタリアのイバノ・ブルグネッティとはわずか5秒届かず銀メダルとなった。2005年のヘルシンキの世界選手権でも、2年前の大会と同じく、エクアドルのペレスに次いで2大会連続の銀メダルとなった。
2006年ヨーロッパ選手権は、1時間19分9秒で、2位に51秒差をつけ2大会連続金メダル。3大会連続の表彰台となった。さらに2007年の大阪の世界選手権でも、またしてもペレスに敗れ、3大会連続の銀メダルとなった。
2008年の北京オリンピックは7位、2009年ベルリン世界陸上では途中棄権となったが、2010年2月、禁止薬物を所持していたとして国際陸連がフェルナンデスを2年間の資格停止処分とした。国際オリンピック委員会の規定により2012年ロンドンオリンピックに出場できなかった。

## 自己ベスト
- 5000m競歩 - 18分48秒23 (2002年)
- 10000m競歩 - 38分42秒38 (1999年)
- 10km競歩 - 37分52秒 (2002年)
- 20km競歩 - 1時間17分22秒 (2002年)

## 主な実績
| 年   | 大会                   | 場所                       | 種目       | 結果 | 記録          |
| ---- | ---------------------- | -------------------------- | ---------- | ---- | ------------- |
| 1996 | 世界ジュニア陸上選手権 | シドニー(オーストラリア)   | 10000m競歩 | 1位  | 40分38秒25    |
| 1998 | ヨーロッパ陸上選手権   | ブダペスト(ハンガリー)     | 20km競歩   | 3位  | 1時間21分39秒 |
| 1999 | 世界陸上選手権         | セビリヤ(スペイン)         | 20km競歩   | 15位 | 1時間27分23秒 |
| 2000 | オリンピック           | シドニー(オーストラリア)   | 20km競歩   | 7位  | 1時間21分01秒 |
| 2001 | 世界陸上選手権         | エドモントン(カナダ)       | 20km競歩   | -    | DNF           |
| 2002 | ヨーロッパ陸上選手権   | ミュンヘン(ドイツ)         | 20km競歩   | 1位  | 1時間18分37秒 |
| 2003 | 世界陸上選手権         | パリ(フランス)             | 20km競歩   | 2位  | 1時間18分00秒 |
| 2004 | オリンピック           | アテネ(ギリシャ)           | 20km競歩   | 2位  | 1時間19分45秒 |
| 2005 | 世界陸上選手権         | ヘルシンキ(フィンランド)   | 20km競歩   | 2位  | 1時間19分36秒 |
| 2006 | IAAFワールドカップ競歩 | ア・コルーニャ(スペイン)   | 20km競歩   | 1位  | 1時間18分31秒 |
| 2006 | ヨーロッパ陸上選手権   | イェーテボリ(スウェーデン) | 20km競歩   | 1位  | 1時間19分09秒 |
| 2007 | 世界陸上選手権         | 大阪(日本)                 | 20km競歩   | 2位  | 1時間22分40秒 |
| 2008 | IAAFワールドカップ競歩 | チェボクサル(ロシア)       | 20km競歩   | 1位  | 1時間18分31秒 |
| 2008 | オリンピック           | 北京(中国)                 | 20km競歩   | 7位  | 1時間20分32秒 |
| 2009 | 世界陸上選手権         | ベルリン(ドイツ)           | 20km競歩   | -    | DNF           |